# Isopterygium kilimandscharicum
Isopterygium kilimandscharicum är en bladmossart som beskrevs av Brotherus 1912. Isopterygium kilimandscharicum ingår i släktet Isopterygium och familjen Hypnaceae. Inga underarter finns listade i Catalogue of Life.